# Mieczysław Horszowski
Mieczysław Horszowski (n. 23 iunie 1892, Lemberg, Regatul Galiției și Lodomeriei, Austro-Ungaria – d. 22 mai 1993, Pennsylvania, SUA) a fost un pianist polonez, evreu, naturalizat american în 1948.